# Таранушенко, Стефан Андреевич
Стефан Андреевич Таранушенко (укр. Стефа́н Андрі́йович Тарану́шенко; 9 декабря 1889, Лебедин Харьковской губернии — 13 октября 1976 , Киев) — украинский советский искусствовед, историк архитектуры, музейный деятель. Доктор искусствоведения.

## Биография
Родился в семье мелкого торговца. Окончил народное и городское училища в г. Лебедине, затем — Ахтырскую классическую гимназию, позже до 1916 учился на словесном отделении историко-филологического факультета Харьковского университета. После его окончания был оставлен при кафедре теории и истории искусств для подготовки к профессорскому званию.
С 1918 — преподаватель учительских курсов в г. Лебедин, позже — доцент Полтавского историко-филологического института.
С 1921 — преподаватель и научный сотрудник научно-исследовательской кафедры истории украинской культуры Академии теоретических знаний в г. Харьков, с 1924 — действительный член и заведующий сектором искусств этой же кафедры, а также руководитель семинара аспирантов при названной Академии. Одновременно в 1920—1933 годах — заведующий Республиканского музея украинского искусства в Харькове (позднее — Государственный музей украинского искусства), с 1920 — заведующий монументально-архитектурной секцией Харьковской губернской комиссии охраны памятников старины и искусства, с 1922 — председатель комиссии для изучения архитектуры Всеукраинского комитета охраны памятников искусства и старины, в 1924—1929 — профессор Харьковского художественного института.
Одним из первых ученых Украины получил научную степень доктора искусствоведения и звание профессора.
Внес большой вклад в дело сохранения историко-архитектурного наследия Украины. Был дружен с Н. Е. Макаренко, известным историком, искусствоведом и археологом, выступавшим против разрушения исторического центра Киева, репрессированным и расстрелянным по приговору «тройки» в 1938 году.
В 1933 году был арестован по сфабрикованному обвинению в «контрреволюционной деятельности», в 1934—1936 отбывал ссылку в «Бамлаге» близ Читы.
С 1936 преподавал биологию в филиале Пермского индустриального рабочего факультета при Камской ГЕC, с 1938 — старший научный сотрудник Курской областной картинной галереи, у 1950—1953 — заведующий фондами Астраханской картинной галереи.
В 1953 году вернулся на Украину. Жил в Киеве, работал в Академии строительства и архитектуры УССР. В 1963 вышел на пенсию.
Поддерживал дружеские связи с Е. Белокур, Н. Бурачеком, Н. Глущенко, В. Кричевским, Е. Кульчицкой, Г. Нарбутом и другими выдающимися украинскими художниками, активно популяризировал и исследовал их творчество.
Умер и похоронен в Киеве на Байковом кладбище.

## Научная деятельность
Исследовал украинское монументальное (прежде всего храмы и колокольни) и народное жилищное строительство, иконопись, различные виды народного и декоративно-прикладного искусства. В течение 1920-х, как председатель Харьковской краевой инспектуры охраны памятников тщательно исследовал и спасал от гибели историко-культурное наследие. Благодаря С. Таранушенко сохранены монастыри Мгарский возле Лубен и Крестовоздвиженский в Полтаве, Спасо-Преображенская церковь в с. Большие Сорочинцы Миргородского района, усадьба М. П. Драгоманова в Гадяче, дом в Великих Сорочинцах, где родился Н. В. Гоголь, дворцовый комплекс Муравьевых-Апостолов в с. Хомутец Миргородского района. В 1930 г. был спасен колокол «Кизикермен» с колокольни Успенского собора, не отправлен на металлолом Монумент Славы в Полтаве.

## Избранные труды и публикации
- «Хата по Єлисаветинському провулку під № 35 у Харкові» (1921)
- «Старі хати Харкова» (1922),
- «Пам’ятки мистецтва Старої Слобожанщини» (1922),
- «Харківський Покровський собор» (1923),
- «Мистецтво Слобожанщини XVII—XVIII ст.» (1928),
- «Лизогубівська кам’яниця у м. Седневі» (1932),
- «Пам’ятки архітектури Слобожанщини XVII—XVIII вв.» (1959),
- «Монументальна дерев’яна архітектура Лівобережної України» (синтетична праця; 1976);
- Наукова спадщина. Харківський період. Дослідження 1918—1932 рр.

Автор монографий:
- «П. Д. Мартинович» (1958),
- «Шевченко художник» (1961)

Статьи про народное прикладное искусство, в частности, писанки, ковроткачество, росписи домов, кустарные промыслы и т. д.